# Emma Rose
Emma Rose (Tampa, Florida; 20 de febrero de 1996) es una actriz pornográfica, modelo erótica y camgirl transexual estadounidense.

## Biografía
Nació en la ciudad de Tampa, en el estado de Florida. Creció en una granja ubicada en una zona rural, donde su familia criaba ganado vacuno, cabras y gallinas y su instituto estaba situado en medio de un campo de naranjos. Al cumplir los 18 años se mudó para asistir a la universidad, donde se graduó en Marketing.
Se trasladó a Nueva York con la intención de continuar su carrera profesional en ventas en la nube. En este período ya comenzó a trabajar como estríper, donde llegó a tener que mentir sobre su sexo biológico para poder bailar, y, más adelante, con la distribución y filmación de contenido amateur a través de su cuenta de Twitter en verano de 2019. Descubierta por el actor y director Christian XXX, hizo su debut como actriz pornográfica en enero de 2020, a los 24 años, con la escena She's Gonna Be A Massive Star para el sitio web Pure TS.
Como actriz ha trabajado para estudios como Adult Time, Dorcel, Evil Angel, Gender X, Transsensual, Devil's Film, Grooby Productions, Trans Angels, Brazzers, TS POV, Pulse Distribution, CX WOW o Kink.com, entre otros.
En 2021 recibió su primera nominación en los Premios AVN a la Mejor escena de sexo con transexual por Transfer Students. Ese mismo año grabó su primera escena para el estudio Brazzers con la actriz australiana Angela White titulada In Bed With the Ex, por la cual ambas serían nominadas un año más tarde, en los Premios AVN, a la Mejor escena de sexo con transexual.
En 2022, además de la anterior, Rose fue nominada en los Premios AVN a Artista transexual del año y a la Mejor actuación dramática en película transexual por Old Fashioned Attitude. Así mismo, en los Premios XBIZ fue nominada también a Artista transexual del año, a Estrella Crossover del año y a la Mejor escena de sexo transexual por TS Factor 15.
En 2023 ganaba sus dos primeros AVN, a Artista transexual del año y a la Mejor escena de sexo transexual en grupo por The Cum Sauna, junto a Khloe Kay y Kenzie Anne. Recibió también una nominación a la Mejor escena de sexo con transexual por Maddy May's Mayhem. En los Premios XBIZ se alzó también con el galardón a la Artista transexual del año, con otras cuatro nominaciones más; tres parejas a Mejor escena de sexo transexual por Emma 4 You, Horny Sex Goddesses y Muses: Emma Rose, respectivamente, y a la Mejor escena de sexo en realidad virtual por As Good As It Gets.
Ha grabado más de 360 películas.

## Premios y nominaciones
| Año  | Ceremonia    | Resultado | Premio                                              | Trabajo                       |
| ---- | ------------ | --------- | --------------------------------------------------- | ----------------------------- |
| 2021 | Premios AVN  | Nominada  | Mejor escena de sexo con transexual                 | Transfer Students             |
| 2022 | Premios AVN  | Nominada  | Artista transexual del año                          | —                             |
| 2022 | Premios AVN  | Nominada  | Mejor actuación dramática en película transexual    | Old Fashioned Attitude        |
| 2022 | Premios AVN  | Nominada  | Mejor escena de sexo con transexual                 | In Bed With the Ex            |
| 2022 | Premios XBIZ | Nominada  | Artista transexual del año                          | —                             |
| 2022 | Premios XBIZ | Nominada  | Estrella Crossover del año                          | —                             |
| 2022 | Premios XBIZ | Nominada  | Mejor escena de sexo transexual                     | TS Factor 15                  |
| 2023 | Premios AVN  | Ganadora  | Artista transexual del año                          | —                             |
| 2023 | Premios AVN  | Nominada  | Mejor escena de sexo con transexual                 | Maddy May's Mayhem            |
| 2023 | Premios AVN  | Ganadora  | Mejor escena de sexo transexual en grupo            | The Cum Sauna                 |
| 2023 | Premios XBIZ | Ganadora  | Artista transexual del año                          | —                             |
| 2023 | Premios XBIZ | Nominada  | Mejor escena de sexo transexual                     | Emma 4 You                    |
| 2023 | Premios XBIZ | Nominada  | Mejor escena de sexo transexual                     | Horny Sex Goddesses           |
| 2023 | Premios XBIZ | Nominada  | Mejor escena de sexo transexual                     | Muses: Emma Rose              |
| 2023 | Premios XBIZ | Nominada  | Mejor escena de sexo en realidad virtual            | As Good As It Gets            |
| 2024 | Premios AVN  | Ganadora  | Artista transexual del año                          | —                             |
| 2024 | Premios AVN  | Nominada  | Mejor actuación dramática en película transexual    | Pride & Orifice               |
| 2024 | Premios AVN  | Nominada  | Mejor escena de sexo con transexual                 | Stars 10                      |
| 2024 | Premios AVN  | Nominada  | Mejor escena de sexo transexual en grupo            | Switch: Leaving Your Mark     |
| 2024 | Premios AVN  | Ganadora  | Mejor escena de sexo transexual en realidad virtual | Measure Me                    |
| 2024 | Premios XBIZ | Ganadora  | Artista transexual del año                          | —                             |
| 2024 | Premios XBIZ | Nominada  | Mejor escena de sexo transexual                     | Fuckable and Stackable        |
| 2024 | Premios XBIZ | Nominada  | Mejor escena de sexo transexual                     | Nailed at the Nail Salon      |
| 2025 | Premios AVN  | Nominada  | Aparición mainstream del año                        | —                             |
| 2025 | Premios AVN  | Nominada  | Artista transexual del año                          | —                             |
| 2025 | Premios AVN  | Nominada  | Mejor actuación dramática en película transexual    | Emma Rose: Discovering Myself |
| 2025 | Premios AVN  | Nominada  | Mejor escena de sexo con transexual                 | Glimpse of the Past           |
| 2025 | Premios AVN  | Nominada  | Mejor escena de sexo transexual en grupo            | Emma Rose: Discovering Myself |
| 2025 | Premios AVN  | Ganadora  | Mejor escena de sexo transexual en grupo            | Gorgons & Goddesses           |
| 2025 | Premios AVN  | Nominada  | Mejor escena de sexo transexual en realidad virtual | Porn Star Influencer          |
| 2025 | Premios XMA  | Nominada  | Artista transexual del año                          | —                             |
| 2025 | Premios XMA  | Ganadora  | Mejor escena de sexo transexual                     | Gorgons and Goddesses         |
| 2025 | Premios XMA  | Nominada  | Mejor escena de sexo transexual                     | Swapping Panties              |